# West Milford (Nova Jérsei)
West Milford é uma Região censo-designada localizada no estado americano de Nova Jérsei, no Condado de Passaic.

## Demografia
Segundo o censo americano de 2000, a sua população era de 26.410 habitantes.

## Geografia
De acordo com o United States Census Bureau tem uma área de
208,3 km², dos quais 195,4 km² cobertos por terra e 12,9 km² cobertos por água.

## Localidades na vizinhança
O diagrama seguinte representa as localidades num raio de 16 km ao redor de West Milford.